# Soggettiva

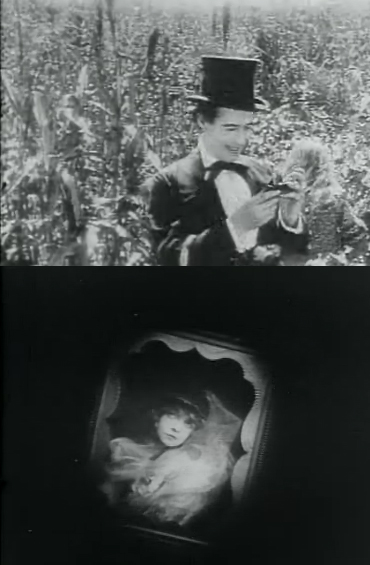
Esempio di soggettiva in due inquadrature: un uomo osserva un ritratto e nell'inquadratura successiva si vede il ritratto stesso secondo la visuale del personaggio (dal film Nascita di una nazione)

La soggettiva è una tecnica di ripresa cinematografica in cui la scena viene inquadrata esattamente dal punto di vista di uno dei personaggi, come se la si vedesse attraverso i suoi occhi. Può essere composta da due inquadrature (nella prima viene mostrato il soggetto che guarda e nella seconda ciò che egli vede) oppure da una sola (viene mostrato solo ciò che il personaggio vede).
La soggettiva è a volte enfatizzata attraverso l'uso di particolari accorgimenti, per esempio una visione sfocata per un ubriaco o la forma del binocolo per un personaggio che lo sta usando. A volte si usa per ottenere effetti di suspense, per esempio quando lo spettatore non sa chi è il soggetto che sta vedendo la scena. 
Esiste anche una variante, denominata semi-soggettiva o "visione con", in cui è visibile sia il soggetto che guarda (o una sua parte), sia ciò che vede: il punto di vista è insomma leggermente spostato e non vediamo realmente la scena attraverso gli occhi del soggetto.
Nella storia del cinema è stato girato un ristretto numero di film interamente in soggettiva, tra i quali Una donna nel lago e Hardcore!.